# Warren (Arkansas)
Warren is een plaats (city) in de Amerikaanse staat Arkansas, en valt bestuurlijk gezien onder Bradley County.

## Demografie
Bij de volkstelling in 2000 werd het aantal inwoners vastgesteld op 6442.
In 2006 is het aantal inwoners door het United States Census Bureau geschat op 6219, een daling van 223 (-3.5%).

## Geografie
Volgens het United States Census Bureau beslaat de plaats een oppervlakte van
17,9 km², waarvan 17,8 km² land en 0,1 km² water. Warren ligt op ongeveer 67 m boven zeeniveau.

## Plaatsen in de nabije omgeving
De onderstaande figuur toont nabijgelegen plaatsen in een straal van 40 km rond Warren.